# خرده‌فرهنگ گوت

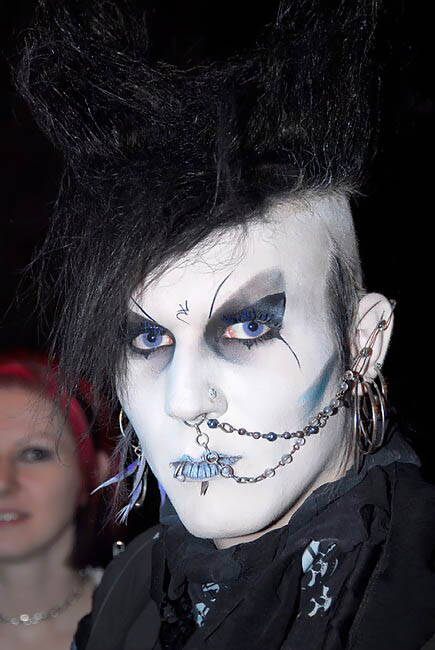
یکی از طرفداران آلمانی خرده فرهنگ گاث

خرده‌فرهنگ گاث (Goth subculture) یک جنبش فرهنگی است که ریشه در موسیقی گاث راک در بریتانیا در اوایل دهه ۱۹۸۰ دارد. این خرده‌فرهنگ با گذشت زمان گسترش یافته و در سراسر جهان طرفدارانی پیدا کرده است.
ویژگی‌های اصلی خرده فرهنگ گاث عبارت است از:
- موسیقی: موسیقی گاث راک، دث راک و دیگر سبک‌های مرتبط که تم‌های تاریک، مالیخولیایی و گاهی عاشقانه را در بر می‌گیرند، موسیقی اصلی این خرده‌فرهنگ است.
- ظاهر و پوشش: لباس‌های تیره (معمولاً مشکی)، آرایش تیره، موهای مشکی و استفاده از نمادهای مرتبط با مرگ، گورستان و ادبیات گوتیک از ویژگی‌های ظاهری این خرده‌فرهنگ است.
- علایق: علاقه به ادبیات گوتیک قرن نوزدهم، فیلم‌های ترسناک، شعر و فلسفه‌های مرتبط با مرگ و تاریکی از دیگر ویژگی‌های این خرده فرهنگ است.

دلایل جذب شدن به خرده فرهنگ گاث:
- ابراز فردیت: گاث‌ها اغلب از این خرده‌فرهنگ به عنوان راهی برای ابراز فردیت و تمایز خود از فرهنگ غالب استفاده می‌کنند.
- یافتن گروه خودی: خرده فرهنگ گاث به افراد اجازه می‌دهد تا با دیگران که علایق مشابهی دارند ارتباط برقرار کنند و احساس تعلق به یک جامعه را تجربه کنند.
- جذابیت زیبایی‌شناختی: زیبایی‌شناسی تاریک و رمزآلود این خرده‌فرهنگ برای بسیاری از افراد جذاب است.
- ابراز احساسات: موسیقی و هنر گاث اغلب به عنوان راهی برای بیان احساسات عمیق و پیچیده مانند غم، اندوه و تنهایی استفاده می‌شود.

خرده‌فرهنگ‌های مرتبط:
- سایبرگاث (Cybergoth): ترکیبی از عناصر گاث و سایبرپانک با لباس‌های رنگی‌تر و استفاده از مواد مصنوعی
- گاث رمانتیک (Romantic Goth): تأکید بر عناصر رمانتیک و ویکتوریایی
- گاث صنعتی (Industrial Goth): الهام گرفته از موسیقی صنعتی و صحنه‌های کارخانه‌ای

خرده‌فرهنگ گاث در طول زمان تکامل یافته و به شاخه‌های مختلفی تقسیم شده است؛ بنابراین، نمی‌توان یک تعریف واحد و کلی برای آن ارائه داد. بهتر است آن را به عنوان یک طیف وسیع از علایق و سبک‌های زندگی در نظر بگیریم که همگی در علاقه به زیبایی‌شناسی تاریک و موسیقی گاث مشترک هستند.

## ریشه‌یابی و توسعه

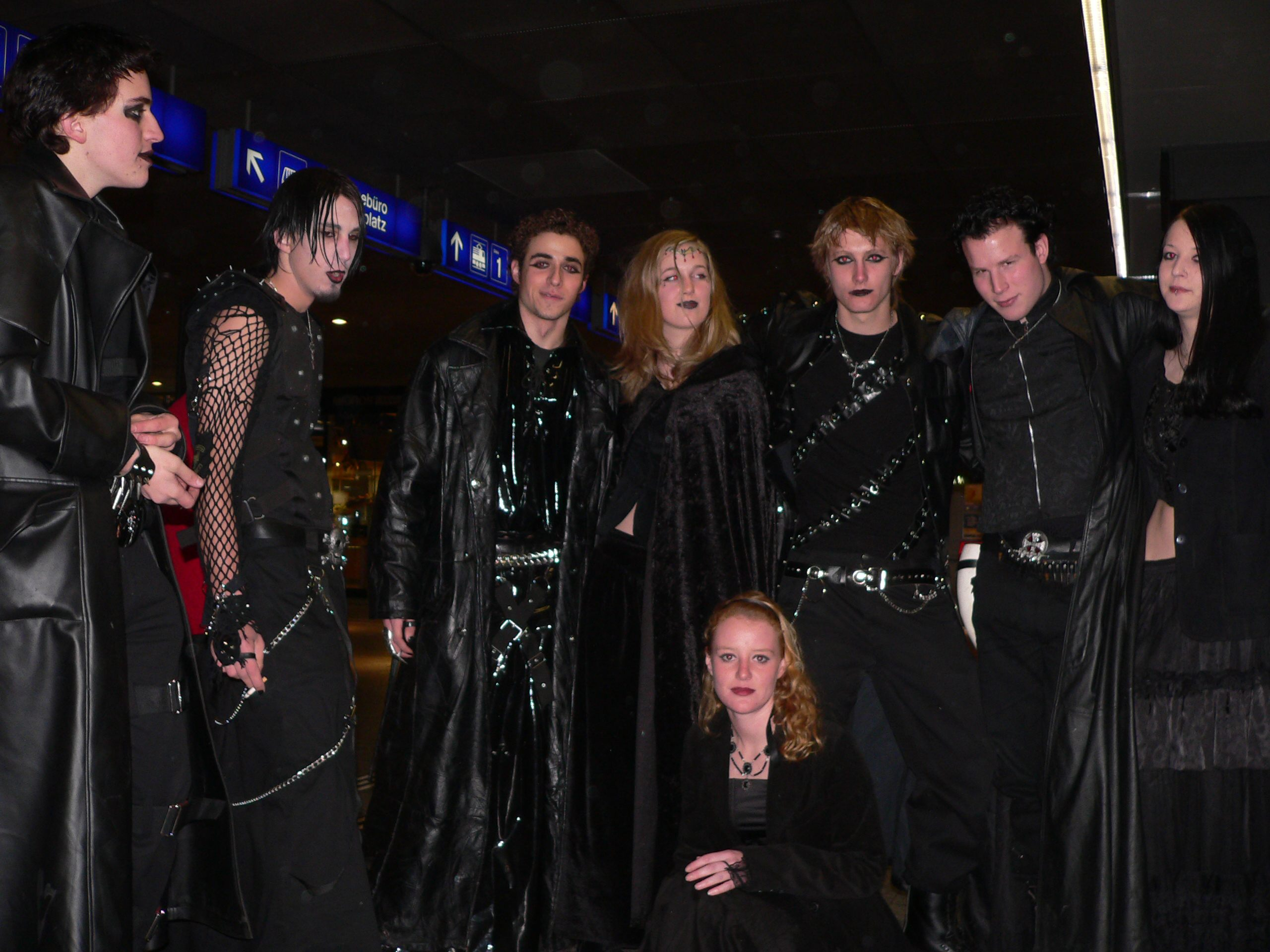
گوت ها

در اواخر دهه ۱۹۷۰ بعضی از گروه‌های سبک پست-پانک نام گوتیک به خود گرفتند. پیروان این سبک به گونه‌ای دور یکدیگر جمع شدند که به عنوان یک جنبش متمایز قابل تشخیص باشند. به نظر می‌رسد نام این جنبش از مقاله‌ای که در هفته‌نامه انگلیسی مربوط به گروه‌های راک به نام «صداها» چاپ شده بود اقتباس شده باشد. این هفته‌نامه مقاله‌ای را با نام "The face of Punk Gothique" در یکی از شماره‌های خود به چاپ رسانده بود. این مقاله در ۲۱ فوریه ۱۹۸۱ به چاپ رسیده بود و نویسنده آن استیو کیتون نام داشت.
جدا از اتفاقی که در [بریتانیا] افتاده بود، در اواخر دهه ۱۹۷۰ و اوایل ۱۹۸۰، سبک دث راک از درون سبک پانک آمریکایی به ظهور پیوست. در اوایل دهه ۱۹۹۰ خرده فرهنگی در آلمان در حال تشکیل بود. اعضای این خرده فرهنگ عموماً به دنبال تلفیق سبک گوتیک با مضامین عاشقانه و سبک موج تاریک بودند.

### پس از پست-پانک
پس از پایان محبوبیت پست-پانک خرده فرهنگی به وجود آمد که هم ویژگی‌های موسیقی و هم ویژگی‌های دیداری را شامل می‌شد. این مسئله موجب بروز تنوع در انواع خرده فرهنگ گت شد. در این راستا شیوه‌های محلی نیز به این تنوع کمک می‌کرد. در دهه ۱۹۹۰ مد ویکتوریا محبوبیت نوینی را به خرده فرهنگ گت عرضه کرد. در این راستا می‌توان از احیای گوتیک، احیای ویژگی‌های نقاشی‌های قرن ۱۹ و تأثیر جنبه‌های فرهنگ ویکتوریایی بر خرده فرهنگ گت نام برد.

### مرزهای کنونی
در دهه ۱۹۹۰ اصطلاح گوتیک و مفاهیم مرتبط با آن تبدیل به یک خرده‌فرهنگ ستیزه‌جو شده بود. در آن دوره خرده فرهنگهای جدیدی ظهور کردند، یا از محبوبیت بیشتری برخوردار گشتند که بعضی از آن‌ها توسط مردم یا رسانه‌های عمومی با خرده فرهنگ گوت تلفیق می‌شدند. در درجه اول علت این تلفیق‌ها شباهت‌های ظاهری، آداب و رسوم اجتماعی و مدهای نزدیک بهم خرده فرهنگ‌های دیگر با خرده فرهنگ گت بود.
با گذشت زمان این قضیه دارای محبوبیت بیشتری شد. گاهی برای تعریف گروه‌هایی که موسیقی یا مدشان شباهتی به کارهای معمول نداشت از خرده فرهنگ گت اصلی استفاده می‌شد. این گونه معرفی‌های عامیانه که توسط گت‌ها یا برخی افراد دیگر صورت می‌گرفت باعث شد برخی مفاهیم غیر مرتبط نیز در رده‌بندی‌های این خرده فرهنگ قرار بگیرد.

## فستیوال‌های موسیقی گت

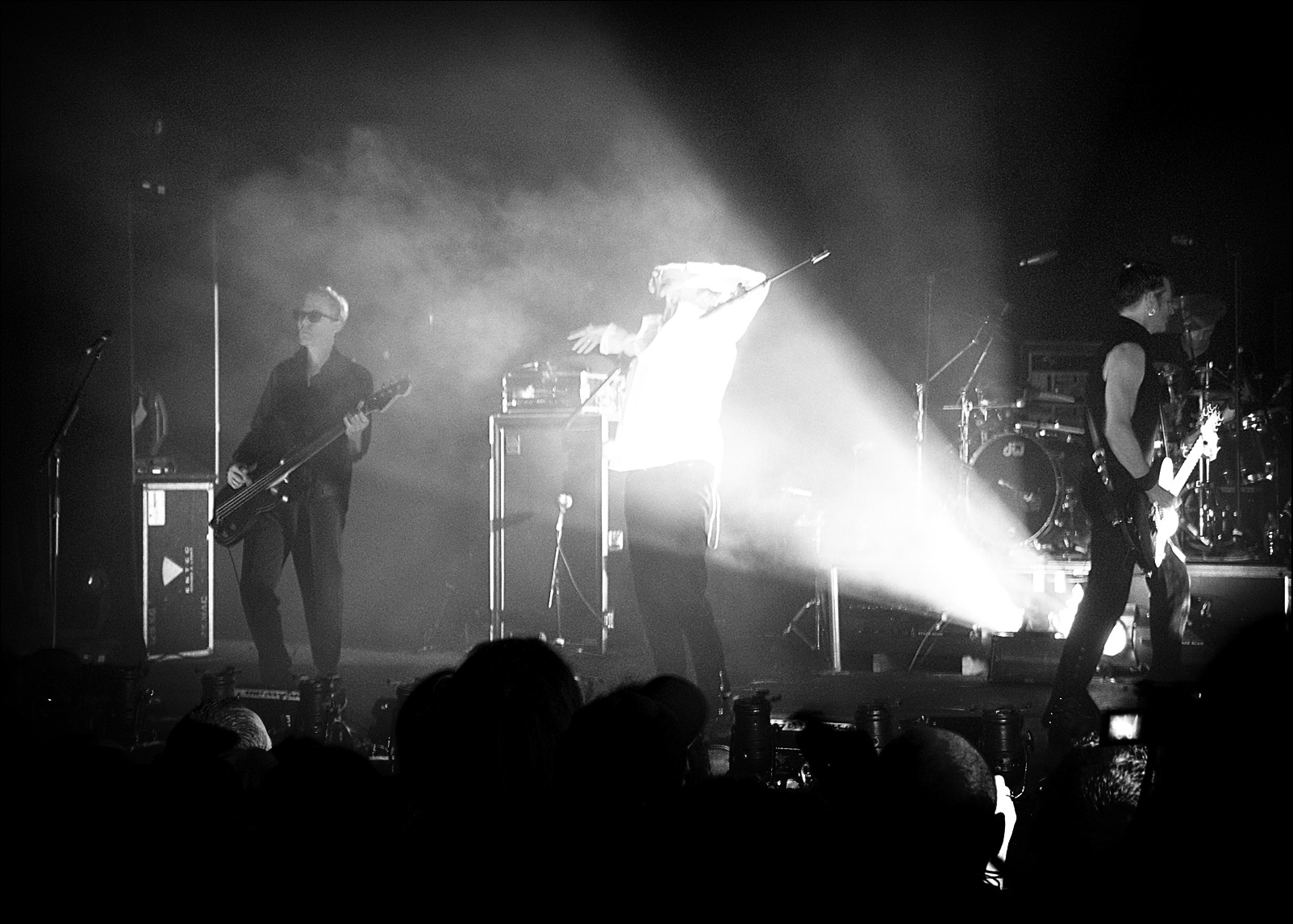
گروه Bauhaus در حال اجرای کنسرت، ۳ فوریه ۲۰۰۶

در آغاز گروه‌هایی که در سبک گوتیک راک و دث راک فعالیت می‌کردند کم شمار بودند. به عنوان مثال می‌توان از این تعداد به Bauhaus, Specimen,د دمند, The Birthday Party, Southern Death Cult و… اشاره کرد.
در اواسط دهه هشتاد تعداد گروه‌هایی که در این سبک‌ها فعالیت می‌کردند به سرعت رو به افزایش گذاشت؛ که از میان آن‌ها می‌توان از د سیسترز آو مرسی, The Mission, Xmal Deutschland, The Bolshoi و Fields of the Nephilim نام برد. علاوه بر آن در دهه نود افزایش گروه‌هایی که در این سبک‌ها به فعالیت می‌پرداختند نسبت به دهه هشتاد رشد چشمگیری پیدا کرد. در اواسط دهه ۱۹۹۰ سبک‌های موسیقی که به نوعی از گوتیک الهام گرفته بودند شامل گوتیک راک، دث راک، ایتدستریال موزیک، ای بی ام، آمبینت، اکسپریمنتال، سینثپاپ، شوگزینگ، پانک راک و گلم راک می‌شدند.
امروزه موسیقی گت پیشرفت بسیار زیادی در غرب اروپا، به‌خصوص در آلمان داشته است. در آلمان هر ساله فستیوال‌های بزرگی مانند Wave-Gotik-Treffen و M'era Luna هزاران نفر از طرفداران این سبک‌ها را به دور هم جمع می‌کند. با این حال آمریکای شمالی هنوز شاهد اتفاق‌های بزرگی در عرصه موسیقی این سبک در جشنواره‌های خود است.

## تأثیرات تاریخی و فرهنگی

### ریشه‌های واژه گاث
گتهای اصلی قومی آلمانی بودند که نقش مهمی در سقوط امپراتوری روم غربی ایفا کردند. در فلورانس (توسکانی) در دوره اولیه رنسانس واژه گت به عنوان یک واژه تحقیرآمیز همانند «بربر» بکار می‌رفته است. در دوره رنسانس در اروپا، معماری دوره قرون وسطی با نام معماری گوتیک شناخته شد و به عنوان یک ضد مد در برابر معماری مدرن قرار گرفت.
با این حال در انگلستان اواخر ۱۷۰۰ میلادی، علاقه مردم به دوران قرون وسطی باعث ایجاد شیفتگی به سبک گوتیک قرون وسطی شد. این شیفتگی اغلب با علاقه به افسانه‌های قرون وسطی، مذهب کاتولیک روم و ماوراءالطبیعه ترکیب شد.
رمان گوتیک در اواخر قرن هجدهم به وجود آمد. این سبک توسط هوراس والپول با انتشار رمان "The Castle of Otranto" در سال ۱۷۶۴ تأسیس شد و پاسخگویی برای معانی مدرن‌تر از دوره گوتیک بود. او در ابتدا ادعا کرد که کتاب یه داستان عاشقانه واقعی در دوره قرون وسطی بوده که او آن را کشف کرده و دوباره منتشر کرده است؛ بنابراین انجمن رمان گوتیک برای افزایش اثرگذاری آن با اسناد جعلی تأسیس شد. پس از این سبک گوتیک شامل داستان‌هایی شد که در آن مضامین وحشت، تاریکی و ماوراءالطبیعه حضور چشم‌گیری داشت. رمان گوتیک باعث شد در آینده اتحاد محکمی بین ادبیات وحشت و سینما به وجود بیاید. ویژگی‌هایی مانند گورستان‌ها، قلعه‌های مخروبه، کلیساها، ارواح، خوناشامها، کابوس‌ها، نفرین خانوادگی، زنده به گور کردن و قطعات مربوط به نمایش ملودرام.
از مشهورترین شخصیت‌های شرور رمان‌های گوتیک می‌توان به خوناشام، یک داستان محلی در شرق اروپا و حوزه بالکان اشاره کرد. از بهترین رمان‌هایی که دربارهٔ خوناشامها به نگارش درآمده است می‌توان به رمان دراکولا برام استوکر اشاره کرد که فیلم‌های ترسناک بسیاری بر پایه آن ساخته شده است.
عناصر مشخصی از تاریکی، موسیقی جوی و لباس به سبک پست-پانک به وضوح در مفهوم گوتیک قابل مشاهده هستند. استفاده از واژه گوتیک به عنوان یک صفت در توصیف این موسیقی و طرفداران آن منجر به تشکیل واژه گت برای نامیدن آن‌ها شد.

### نفوذ هنرهای تجسمی

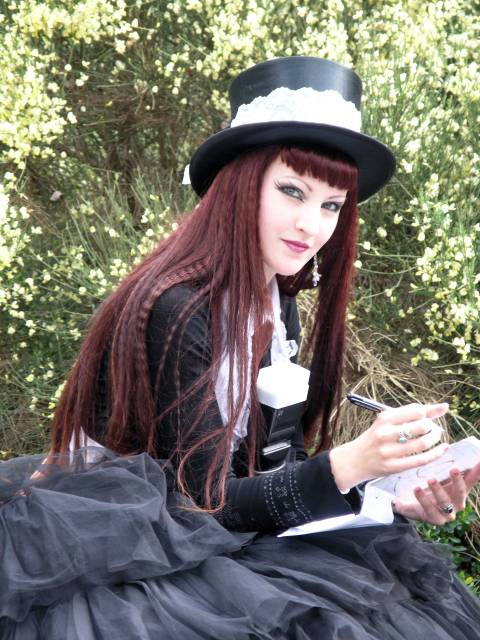
ویونا للگمز، عکاس بلژیکی در فستیوال Wave-Gotik-Treffen در سال ۲۰۰۵

گت خرده فرهنگی است که نه فقط تحت تأثیر گروه‌های موسیقی و خوانندگان، بلکه علاوه بر آن تحت تأثیر نقاشان و عکاسان نیز بوده است. در عکاسی و نقاشی طیف‌های متفاوتی از کارهای هنری وابسته به عشق شهوانی یا تصاویر عاشقانه از خوناشام‌ها و ارواح دیده می‌شود. در عکاسی و نقاشی گوتیک اولیت‌های مشخص شده‌ای مانند رنگ‌های تیره و احساسات شبیه به داستان‌های گوتیک هستند. در زمینه هنرهای زیبا آن سادورث هنرمند شناخته شده‌ای است. کارهای این هنرمند قدرتمند، تاریک و گوتیک وار است. معمولاً آثار هنرهای تجسمی گوتیک با گروه‌های موسیقی رابطه تنگاتنگی دارند. به‌طور مثال می‌توان از آثار هنرمندی به نام ناتانائیل میلیجور نام برد که آثار هنری گوتیکش مورد استفاده گروه‌های موسیقی و کلوپ‌های شبانه قرار می‌گیرد.
از هنرمندان گرافیک نزدیک به گتها می‌توان از گرلاد بروم، نه‌نه توماس، لوئیس رویو، دیو مک کین، ژونن وسکیوز، ترور براون، ویکتوریا فرانسیس و همین‌طور هنرمند کمیک آمریکایی، جیمز او'بار نام برد. اچ.آر. گیگر یکی از هنرمندان گرافیک سوئیسی است که از نگاه بسیاری کار او بر روی فیلم «بیگانه» ساخته ریدلی اسکات، کمک بسیاری به مفهوم گوتیک/صنعتی کرده است.

## مد

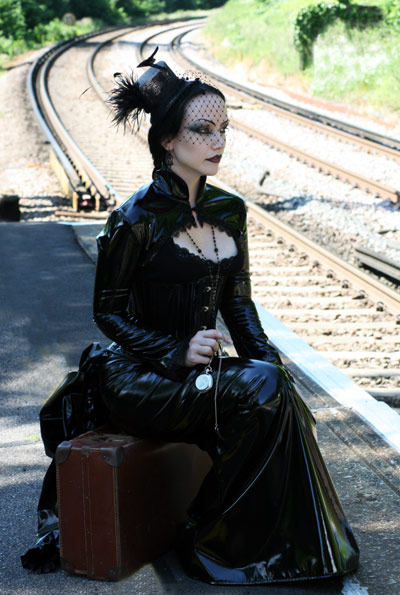
مدل گوتیک، بانو آمارانث

مد گوتیک به سبک لباس پوشیدنی گفته می‌شود که تاریکی، ترسناکی و بعضی اوقات بدن نمایی از ویژگی‌های آن است. مد گوتیک شامل رنگ کردن مو به رنگ سیاه یا سفید، موجدار کردن مو، لب‌های سیاه و لباس‌های سیاه است. تا حد زیادی نگاه به این سبک در افراد و موقعیت جغرافیایی استفاده از آن متفاوت است، هر چند تقریباً همه گتها از برخی از عناصر این سبک به‌طور مشترک استفاده می‌کنند. برخی طراحان مد از قبیل الکساندر مک کویین و جان گالیانو به عنوان طراح «مدل گوتیک بانوان» نیز شناخته می‌شوند.
مد گوتیک اغلب با مد هوی متال اشتباه گرفته می‌شود. دلیل آن موضوع این است که معمولاً خارجی‌ها طرفداران هوی متال، به ویژه کسانی که لباس‌های سیاه رنگ می‌پوشند یا پوستی رنگ پریده دارند را با طرفداران گوتیک اشتباه می‌گیرند.

## افسردگی
برپایه یک تحقیق در سال ۲۰۱۵ نوجوانانی که به خرده فرهنگ گات علاقه دارند و آن را دنبال می‌کنند بیش از سایر هم‌نسلان خود در معرض بیماری افسردگی و خودآزاری هستند.